# 上月景正
上月景正（英語：Kagemasa Kozuki，1940年11月12日—）是一位日本商人。他曾任科樂美的创始人兼董事长、计算机娱乐供应商协会（CESA）的首任主席，以及上月财团的主席 。后来他的儿子上月拓也接替他出任科乐美控股（现科乐美集团）社长一职 。

## 生平
- 1959年3月毕业于大阪电气通信大学高等学校（日语：大阪電気通信大学高等学校）[4]
- 1966年3月毕业于关西大学经济学部（日语：関西大学経済学部）经济系[5]
- 1969年3月在大阪府豐中市创立科乐美[6]
- 1973年3月成立科乐美工业株式会社（现科乐美集团株式会社），开始制造游戏机[6]
- 1982年6月出资设立光月教育财团（兵库县许可）。获委任为主席[7]
- 1984年10月其所设立的科乐美成为行业第一家上市公司（在大阪证券交易所新二部上市）
- 1988年8月其设立的科乐美在東京證券交易所第一部上市
- 1992年任大阪电气通信大学理事[8]
- 1996年8月成立计算机娱乐供应商协会并担任第一任主席（现任名誉主席）[5]
- 1997任大阪电气通信大学客席教授[8]
- 1999年9月其设立的科乐美在伦敦证券交易所上市[9]
- 2001年向大阪电气通信大学捐赠科乐美大厅[4]
- 2002年5月任日本經濟團體聯合會理事[5]
- 2002年9月其设立的科乐美在纽约证券交易所上市[10]
- 2005年3月将三大公益财团并入上月财团（获文部科学省批准） [11]
- 2012年6月任科乐美公司董事长[5]

## 曾获奖项
- 1992年8月获深蓝勋章[5]
- 1993年10月获通商产业大臣表彰（信息化促进贡献个人表彰）[5]
- 1996年5月被评为兵库县文化有功者[5]
- 1998年3月获大阪电气通信大学名誉博士学位[5]
- 2006年11月获得蓝丝带勋章[5]
- 2011年1月获深蓝勋章[5]
- 2011年3月获拉斯维加斯内华达大学名誉博士学位[5]
- 2011年11月获旭日勋章[5]
- 2013年3月获维多利亚女王纪念勋章[12]
- 2022年5月进入密西西比游戏名人堂[13]